# Трахайарн ап Карадог
Траха́йарн ап Кара́дог (валл. Trahaearn ap Caradog; погиб в 1081 году) — валлийский правитель из дома Матравала, король Гвинеда (1075—1081).

## Биография
После гибели Бледина ап Кинвина в 1075 году трон Гвинеда отошёл к Трахайарну, который был его племянником (его отец старший брат Бледина): вероятно, потому, что ни один из детей Бледина не был достаточно взрослым. Семья Трахайарна происходила, скорее всего, из области Арвистли на границе Поуиса и Гвинеда. Хроника Принцев Уэльса называет Трахайарна сыном Карадога, сына Грифида и внуком Иаго.
В том же году Грифид ап Кинан высадился на Англси с ирландской армией и при помощи нормандского рыцаря Роберта Рудланского нанёс Трахайарну поражение, захватив Гвинед. Тем не менее трения между ирландскими телохранителями Грифида и местным населением вызвали восстание на полуострове Ллин, и Трахайарн успешно контратаковал, нанеся Грифиду поражение при Брон-ир-Эру и изгнав его обратно в Ирландию.
В 1078 году Трахайарн отправился в Южный Уэльс и нанёс при Гудиге поражение правителю Дехейбарта Рису ап Оуайну, которого считали виновными в гибели Бледина ап Кинвина. Рис был вынужден бежать, а в следующем году он был убит Карадогом ап Грифидом, правителем Гвента. В «Хронике принцев» эти события отмечены как «месть за кровь Бледина ап Кинвина». В 1080 году, Трахайарн управлял Гвинедом совместно с Кинуригом, сыном Риваллона.
Трахайарн правил Гвинедом до 1081 года, когда Грифид ап Кинан вернулся из Ирландии с армией викингов и ирландцев и заключил союз с Рисом ап Теудуром, которого Карадог ап Грифид незадолго до того лишил трона Дехейбарта. В битве при Минид-Карн, к северу от Сент-Дейвидса, Трахайарн и Карадог погибли, после чего Грифид ап Кинан взошёл на трон Гвинеда, а Рис ап Теудур вернулся в Дехейбарт. Сообщается, что Трахайрн был убит одним из людей Грифида ап Кинана — ирландцем по имени Гухарки. В тот же год погиб и сын Риваллона - Мейлир.